# Crispus Allen
Crispus Allen es un personaje ficticio en el universo de DC Comics, comúnmente representado en asociación con Batman.
El personaje apareció en la primera temporada de Gotham y fue interpretado por Andrew Stewart-Jones y por Kobna Holdbrook-Smith en Liga de la Justicia, parte de DC Extended Universe.

## Historial de publicaciones
Greg Rucka y Shawn Martinbrough crearon el personaje en Detective Comics # 742 (marzo de 2000). Allen luego pasó a ser uno de los personajes principales de Gotham Central. Después de que fue asesinado por un técnico de policía corrupto llamado Jim Corrigan (que no tiene ninguna conexión con Jim Corrigan que era un anfitrión de El Espectro), Allen se convirtió en el tercer anfitrión del Espectro.

## Biografía del personaje ficticio

### MCU de GCPD
Originario de Metrópolis, el detective Crispus Allen era un veterano de la policía de cuarenta y tantos años trasladado a Gotham City, donde se asoció con la detective Renée Montoya en la Unidad de Crímenes Mayores del Departamento de Policía de Gotham City. Allen tenía una esposa amorosa y dos hijos adolescentes, a quienes puso por encima de su trabajo y la seguridad de los demás cuando Gotham estaba en crisis. Allen vio a Batman como un mal necesario, no queriendo lidiar con él pero tolerando su presencia. Sus interacciones ocasionales ilustraron sus puntos de vista sobre Batman, especialmente durante la historia de Brian Azzarello "Broken City". Allen era un agnóstico que dudaba de la existencia de Dios a pesar de la fuerte fe de su familia.

### Jim Corrigan
Una noche Allen y su compañera, Renée Montoya, vieron a miembros de una pandilla aparentemente preparándose para algún tipo de acción violenta. Allen solicitó respaldo, pero los dos optaron por no esperar a que llegara el respaldo. Siguiendo a la pandilla hasta un edificio desierto, los detectives encontraron a varios hombres asesinados, así como a dos grandes pandilleros. Allen siguió a los sospechosos mientras Montoya inspeccionaba el resto del edificio. La Araña Negra apareció de repente en la escena del crimen, disparando contra Montoya. Los primeros disparos alcanzaron a Montoya, pero estaba protegida por su chaleco antibalas. Araña Negra luego apuntó a su cabeza, pero Allen disparó y mató al villano antes de que pudiera apretar el gatillo.
Posteriormente, el departamento de Asuntos Internos interrogó a Allen sobre el incidente, confiscó su arma y lo puso en licencia temporal hasta que su historia pudiera ser corroborada. Las complicaciones surgieron cuando un técnico de la escena del crimen llamado Jim Corrigan robó evidencia importante, una bala de Araña Negra que alcanzó a un miembro de una pandilla rival, de la escena, poniendo en peligro la carrera de Allen.
El investigador de Asuntos Internos a cargo del caso de Allen le contó a Montoya sobre la bala faltante y sugirió la conexión de Corrigan con su desaparición. Montoya encontró a Corrigan y lo obligó a revelar la ubicación de la bala. Después de que se recuperó, a Allen se le permitió regresar al servicio activo. Sin embargo, las acciones de Montoya destruyeron una investigación de Asuntos Internos en curso sobre la mala conducta de Corrigan. Esto dejó a Allen enojado y decepcionado con ella porque secretamente había iniciado su propia investigación de Corrigan, que las acciones de Montoya también comprometieron. Allen continuó su investigación (que tuvo lugar durante los eventos de Crisis infinita), pero Corrigan fue avisado. Corrigan encontró al informante de Allen y lo golpeó hasta matarlo. Corrigan dejó que Allen encontrara el cuerpo del informante antes de dispararle por la espalda y matarlo (en Gotham Central # 38). Al manipular las pruebas en la escena del crimen, Corrigan logró evadir el procesamiento. La muerte sin venganza de Allen empujó a Montoya a un colapso emocional, y posteriormente decidió abandonar la fuerza disgustada con el sistema.

### El Espectro
Mientras el cuerpo de Allen está en la morgue, la Presencia obliga al Espectro a aceptar a Allen como su nuevo anfitrión. Más tarde, los usuarios de magia de la Tierra se reúnen en Stonehenge para invocar al Espectro y marcar el comienzo de la nueva era de la magia. Allen aparece en una versión fantasmal de su propia forma antes de realizar su primera transformación oficial en el Espectro. El Espectro luego mata a Star Sapphire y a otros dos por sus crímenes pasados antes de desaparecer, dejando a los usuarios de magia reunidos confundidos y temerosos.
En el primer número de Infinite Crisis Aftermath: The Spectre, "Dead Again Part One", el Spectre se enfrenta a Crispus Allen. Ha llegado a darse cuenta de que necesita un anfitrión que lo humanice para saber qué significa realmente su misión. Allen rechaza su pedido, pues no quiere involucrarse más en el trabajo de vigilante del Espectro.
El Espectro luego deja a Allen por un año (presumiblemente aproximadamente el mismo año que se describe en 52). Durante ese tiempo, Allen ve que no puede ayudar o comunicarse con su familia, aún destrozada porque Jim Corrigan no será llamado a rendir cuentas por el asesinato de Allen. Además, aunque el ex detective puede resolver crímenes, e incluso descubre que la identidad secreta de Batman es Bruce Wayne, no puede llevar a los culpables ante la justicia. Esto incluye a Corrigan, su propio asesino.
Después de un año sin ser visto e impotente, Allen recibe otra visita del Espectro. Esta vez finalmente acepta la oferta y se convierte en el anfitrión humano del Espectro. Su primera misión juntos es hacer justicia horriblemente apropiada a un abusador de menores. Aunque preocupado, Allen está satisfecho con el conocimiento de que "Él [el Espectro] me necesita más de lo que yo lo necesito a él".
Allen trabaja con el Espectro durante un tiempo, eligiendo a quién castigar. El Espectro le informa a Allen que hay un castigo más antes de que los dos puedan unirse por completo. Allen ve a su asesino salir a trompicones de un bar y disfruta de la oportunidad de vengarse. Malcolm Allen, su hijo, aparece y, a pesar de los intentos de Crispus, mata a Corrigan. Crispus luego juzga a su propio hijo, que muere pacíficamente en sus brazos. Él piensa que esto significa que su hijo está condenado al infierno, pero el Espectro explica que solo juzgan, no condenan. Crispus luego elige vincularse completamente con el Espectro.
En Countdown To Mystery, Allen y el Espectro, acompañados por el espíritu de un criminal que mataron, se propusieron frustrar los planes de Eclipso para corromper a los superhéroes. Durante la batalla culminante entre Espectro y Eclipso, Allen se da cuenta de que, si el Espectro mata a su oponente, tendrá como resultado que vaya por un camino de destrucción. Allen apela a Bruce Gordon, quien puede tomar el control de Eclipso.

### Crisis final
El espectro es uno de los personajes principales de la miniserie Final Crisis: Revelations. El Espectro / Crispo primero se vengó del Doctor Light por todos sus crímenes contra la humanidad, luego fue enviado para vengarse de Libra por la muerte del Detective Marciano. Libra de alguna manera no se vio afectado por los poderes del Espectro y casi lo mata, pero el Espectro usó sus poderes para escapar. Después, Allen juró que ya no haría lo que Dios dijo, intentando revocar su estatus como Espectro, sino que fue llamado por Dios para vengarse de su excompañera Renée Montoya por sus pecados. Fue detenido en su juicio por Radiant, el Espíritu de la Misericordia, otro servidor leal de la Presencia encargado de conceder la misericordia de Dios a los seres arrepentidos o forzados a actuar en contra de sus intenciones puras. El Radiante amonestó a Crispus Allen sobre el uso de sus poderes de una manera más responsable, cambiando el mundo como lo hizo el antiguo anfitrión del Espectro en lugar de representar una retribución sobre un alma a la vez. El perdón de Radiant hizo que Allen sufriera una crisis de fe, exigiendo saber por qué Renee fue perdonada mientras que Allen se vio obligado a matar a su propio hijo. Mientras tanto, en un mundo corrompido por Darkseid y la Ecuación Anti-Vida, el Culto de la Piedra, una secta religiosa dedicada a la adoración de Caín, usó la Lanza del Destino, descuidadamente extraviada por el mismo Allen mientras juzgaba a Montoya, para resucitar a Caín en el cuerpo de Vándalo Salvaje. Caín accedió a liderar sus fuerzas contra el Espectro en represalia por su maldición. Usando la Lanza del Destino, Caín apuñaló al Espectro y lo separó de Allen, matando efectivamente al huésped humano. El Espectro fue puesto bajo el control de Caín y el espíritu de Allen abandonó la escena y visitó la tumba de su hijo. Cuando Montoya logró quitarle la lanza a Caín y purificarla, liberando al Espectro, Allen regresó voluntariamente a su papel de anfitrión humano después de que Montoya usara la lanza para revivir a su hijo. Unidos, derrotaron a Caín y al Culto del Crimen. Allen agradeció a Montoya por su ayuda antes de que la Presencia lo llamara a él y al Radiante para su próxima misión.
El Espectro y El Radiante se ven más tarde en el número final de Crisis Final, después de haber sido derrotados por Mandrakk el Monitor Oscuro.
Poco tiempo después, Crispus ayuda al aventurero inmortal conocido como Xombi a rastrear el espíritu vengativo de un asesino en serie que está asesinando vampiros y otras criaturas sobrenaturales.

### Blackest Night
Black Hand revela que el Espectro debe moverse fuera del camino para que el universo esté en paz. Envía varios anillos negros para que se adhieran al cuerpo de Crispus, transformándolo en un Black Lantern y sellando el Espectro dentro de él. En Ciudad Costera, Hal Jordan se encuentra con Black Lantern Espectro. Usando el poder del verdadero Espectro para protegerse, se vuelve inmune a la combinación de luces emocionales que usualmente destruyen a los Black Lanterns. Hal se deja poseer por Parallax una vez más para detenerlo. Parallax desgarra el cuerpo del Black Lantern, liberando al verdadero Espectro y destruyendo el facsímil. Parallax luego intenta destruir al Espectro, que usa su propio poder, junto con el amor que Carol Ferris siente por Hal, para separar a Parallax de su anfitrión.

## Otras versiones

### Batman: Año 100
En la futura serie limitada alternativa Batman: Año 100, hay una escena en la que James Gordon (el hijo de Barbara Gordon y el nieto de su homónimo) está revisando las pertenencias de su abuelo. Encuentra brevemente una fotografía de Crispus de 2006 y comenta que "parece tan joven".

## En otros medios

### Televisión
Andrew Stewart-Jones interpreta a Crispus Allen en la serie de Fox TV Gotham. Aparece como detective en el Departamento de Policía de Gotham City, donde trabaja en la Unidad de Delitos Mayores y está asociado con Renée Montoya. Allen no es un personaje principal de la segunda temporada.

### Película
- Gary Dourdan da voz al detective Crispus Allen en la película animada de Warner Premiere de 2008 Batman: Gotham Knight en los segmentos "Crossfire", "In Darkness Dwells" y "Deadshot". Se le representa como el socio de la detective Anna Ramirez. En la película, originalmente despreciaba el vigilantismo de Batman. Sin embargo, después de que el Caballero Oscuro lo salvó a él y a su compañero de una guerra de pandillas entre Sal Maroniy la mafia rusa, Allen comienza a ver que la presencia de Batman es necesaria en Gotham, aunque todavía no aprueba a los vigilantes. En el segmento seis, se ve a Allen actuando como intermediario entre Batman y Gordon, ya que se ha recibido la noticia de que Gordon ha sido objeto de asesinato, por lo que Allen debe informar a Batman de la amenaza de Deadshot.
- Crispus Allen también está presente en DC Extended Universe, interpretado por Kobna Holdbrook-Smith.
  - En Liga de la Justicia (2017), Allen habla sobre avistamientos de Parademonios con el comisionado Gordon, sugiriendo que Batman puede haber sido el culpable.

### Varios
En el primer número del debut de Batman en la serie de cómics de la temporada 11 de Smallville, Barbara Gordon / Nightwing menciona a los policías eludidos llamados "Allen y Montoya".